# Зал славы шотландского футбола
Зал славы шотландского футбола (англ. The Scottish Football Hall of Fame) — зал, посвящённый выдающимся футболистам и тренерам шотландского футбола. Располагается в Музее шотландского футбола на стадионе «Хэмпден Парк» в Глазго, Шотландия.
Члены Зала славы номинируются ежегодно болельщиками, окончательный выбор делают эксперты. Церемония включения новых членов Зала слава проходит поздней осенью в Музее шотландского футбола.

## Первая церемония: 2004 год[2]
- Джим Бакстер
- сэр Мэтт Басби
- Билли Бремнер
- Вилли Вудберн
- Хьюи Галлахер
- Джон Грейг
- Кенни Далглиш
- Джимми Джонстон
- Денис Лоу
- Джимми Макгрори
- Дэнни Макгрейн
- Дейв Макай
- Билли Макнилл
- Бобби Мердок
- Вилли Миллер
- Гордон Смит
- Джок Стейн
- Грэм Сунесс
- сэр Алекс Фергюсон
- Билл Шенкли

## 2005 год
- Алекс Джеймс
- Джо Джордан
- Чарльз Кэмпбелл
- Бобби Леннокс
- Джим Маклейн
- Алекс Маклиш
- Алан Мортон
- Лоури Рейлли
- Джон Уайт
- Уильям Уодделл
- Джордж Янг

## 2006 год
- Ричард Гаф
- Томми Геммелл
- Сэнди Джардин
- Дейви Купер
- Хенрик Ларссон
- Бриан Лаудруп
- Вилли Ормонд
- Джон Робертсон
- Билли Стил
- Томми Уокер
- Вилли Хендерсон

## 2007 год
- Вилли Болд
- Эрик Колдоу
- Джимми Коуэн
- Алли Маккойст
- Роуз Рейлли[3]
- Уолтер Смит
- Гордон Стракан
- Эдди Тернбулл
- Алан Хансен

## 2008 год
- Арчи Геммилл
- Дерек Джонстон
- Джим Лейтон
- Билли Лидделл
- Иан Сент-Джон
- Билл Струт
- Джон Томсон
- Бобби Эванс

## 2009 год
15 ноября прошла шестая церемония по чествованию новых членов Зала славы шотландского футбола. Заранее был известен лишь один лауреат, Мо Джонстон, остальные были названы на самом чествовании.
- Стив Арчибальд
- Алан Гилзин
- Мо Джонстон
- Джимми Дилейни
- Пол Ламберт
- Дэвид Мейклджон
- Вилли Мейли
- Берти Олд

## 2010 год
15 ноября 2010 года в Зал славы были включены ещё шесть человек:
- Крейг Браун
- Энди Горам
- Бобби Джонстон
- Пол Макстей
- Дэвид Нейри
- Тини Уортон[8]

## 2011 год
14 ноября 2011 года состоялась очередная церемония включения в Зал славы. Этой чести удостоились ещё пять человек:
- Терри Бутчер[12]
- Пэт Креранд
- Хью Макайлвенни[13]
- Роберт Смит Макколл
- Ронни Симпсон

## 2012 год
11 ноября 2012 года Зал славы пополнился ещё пятью членами:
- Фрэнк Маклинток
- Гордон Маккуин
- Боб Макфейл
- Пэт Стэнтон
- Эндрю Уотсон[15]

## 2013 год
10 ноября 2013 года в Зал славы были введены ещё шесть человек:
- Мартин Бакен
- Эдди Грей
- Томми Дохерти
- Алан Раф
- Скот Саймон
- Бобби Уокер

## 2014 год
Вечером 26 октября 2014 года Зал славы пополнился пятью новыми членами:
- Билл Браун
- Питер Лоример
- Чарли Николас
- Дейви Уилсон
- Батальон Макрея[18]

## 2015 год
18 октября 2015 года Зал славы пополнился пятью новыми членами:
- Бобби Браун
- Джордж Грэм
- Стюард Хиллис
- Алли Маклауд
- Морис Молпас

## 2016 год
Церемония, включившая в Зал славы ещё пять членов прошла 31 октября 2016 года:
- Гари Макаллистер
- Алекс Смит[англ.]
- Джок Уоллес
- Джон Уорк
- Стиви Чалмерс

## 2017 год
15 октября 2017 года в Зал славы было введено ещё восемь членов:
- Джон Кларк
- Джим Крейг
- Джон Макговерн
- Аллан Макгроу
- Арчи Макферсон
- Вилли Уоллес
- Куинз Парк
- Лиссабонские львы

## 2018 год
21 октября 2018 года Зал славы пополнился ещё четырьмя членами:
- Иан Макмиллан
- Арчи Нокс
- Джули Флитинг
- Рой Эйткен

## 2019 год
- Пэтси Галлахер
- Джо Гарпер
- Томми Маклин
- Джон Робертсон
- Колин Стейн
- Пол Старрок